# Karl Ernst von Waldstein
Karl Ernst von Waldstein (ur. 13 maja 1661 w Dobrovicach, zm. 7 stycznia 1713) austriacki dyplomata i polityk. Od 1698 kawaler Orderu Złotego Runa.
Jego ojcem był hrabia Karl Ferdinand von Waldstein (1634-1702), dworzanin cesarza Leopolda I Habsburga. W latach 1700–1703 Karl Ernst von Waldstein był austriackim ambasadorem w Lizbonie. Później był marszałkiem dworu cesarskiego w Wiedniu. 
Jego żoną była Maria Theresia, hrabina von Losenstein (1666-1719). Ich dzieckiem była Maria Henriette Carolina Theresia Josephe von Waldstein (1702-1780).